# Tarifa

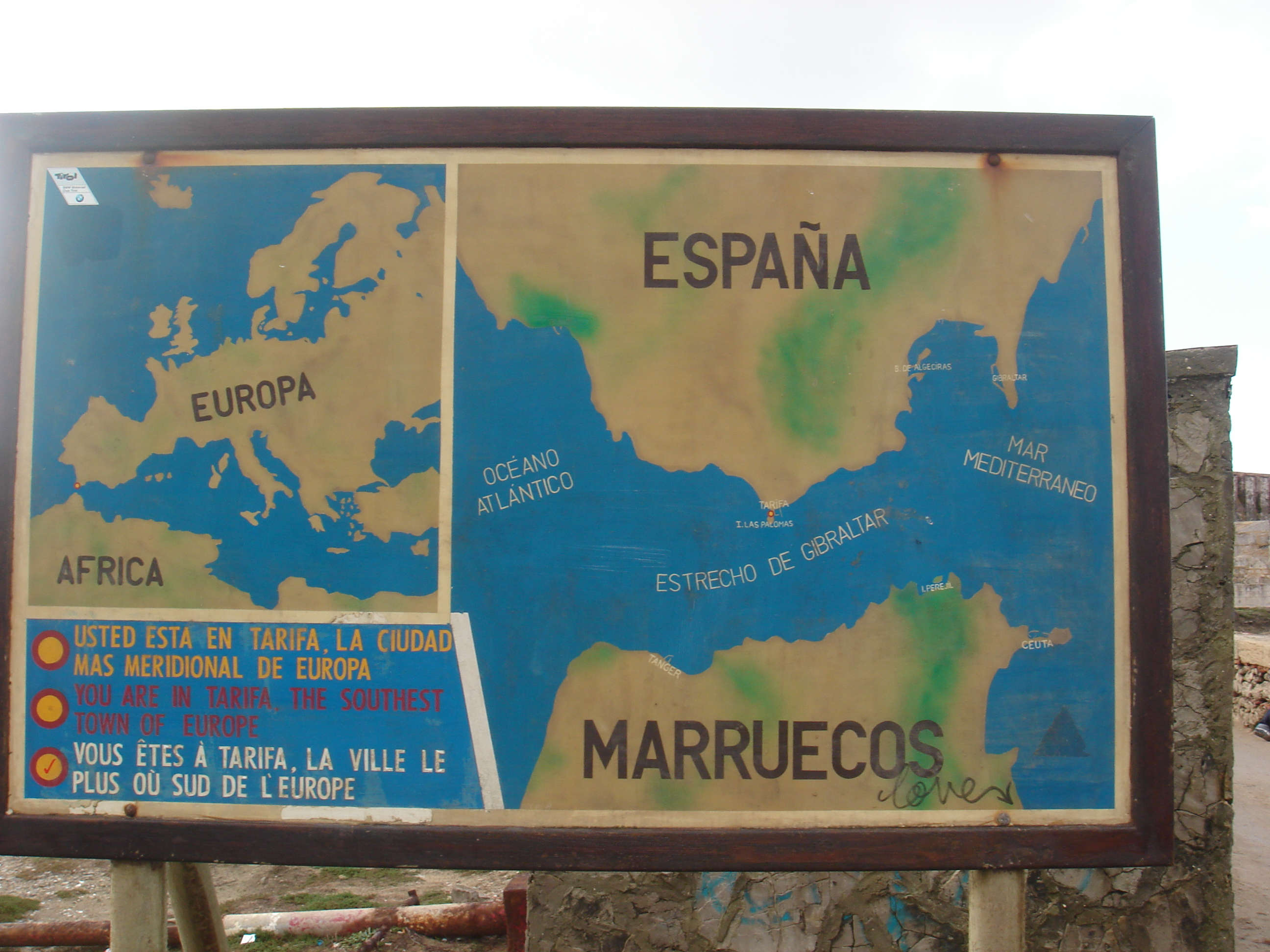
Indicatief teken van de meest zuidelijke stad van Europa naast de ingang van het Duiveneiland.

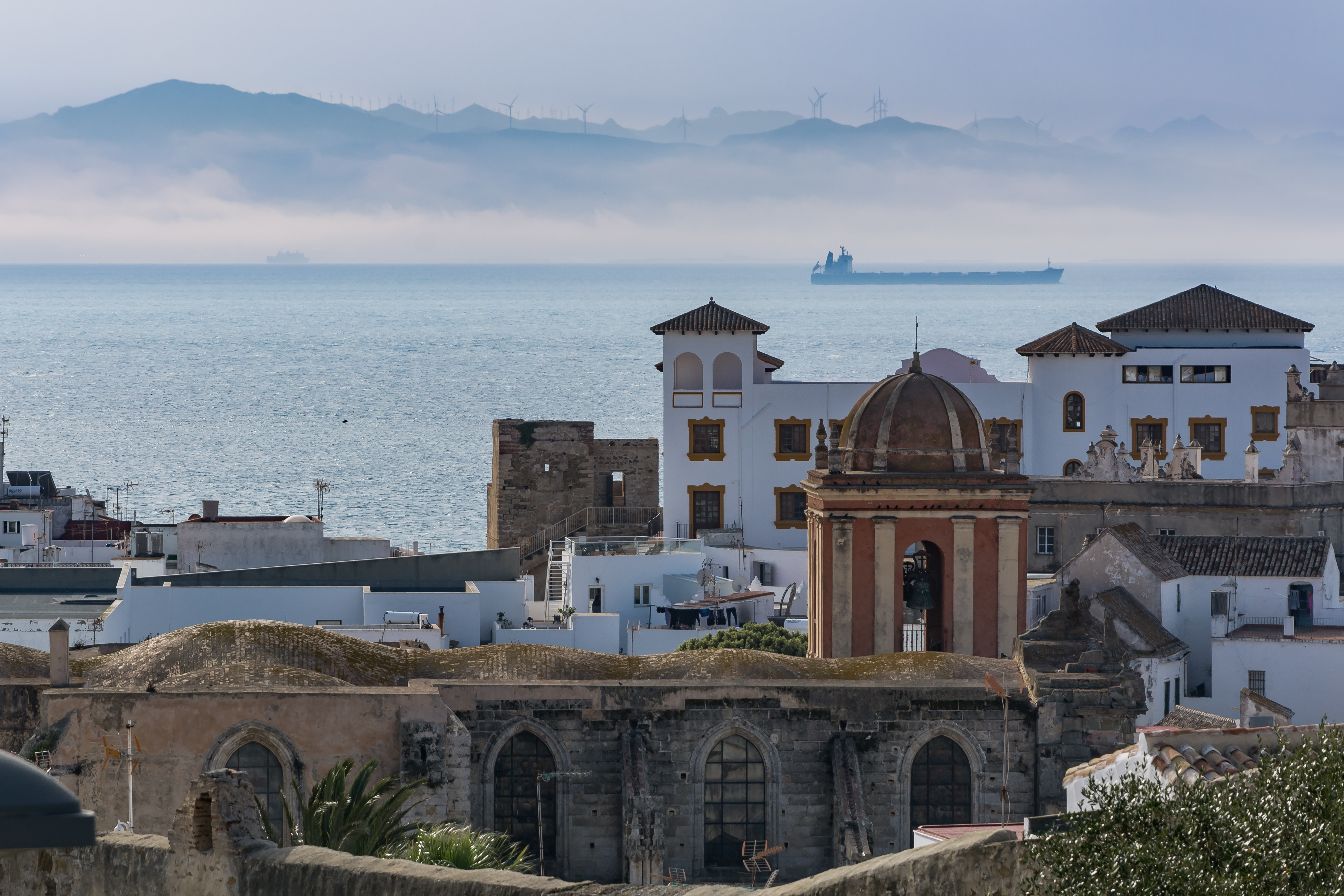
De kust van Marokko vanaf Tarifa.

Tarifa (vernoemd naar de Berberse krijgsheer Tarif ibn Malik) is een kleine stad die op het zuidelijkste punt van het vasteland van Spanje en (continentaal) Europa ligt. Het behoort tot de provincie Cádiz die deel uitmaakt van de regio Andalusië.
De stad ligt aan de Costa de la Luz en de Straat van Gibraltar, tegenover de kust van Marokko (Afrika), vanwaaruit met helder weer de lichtjes van Tarifa bij nacht zichtbaar zijn.
Er zijn regelmatige veerdiensten tussen Tarifa en de nabijgelegen stad in Afrika: Tanger. Vanwege de zeer korte afstand tussen de noordkust van Marokko en Tarifa (14 km) wagen regelmatig mensen illegaal de oversteek vanuit Afrika.
Er is een goede busverbinding tussen Tarifa en Algeciras, dat ongeveer
twintig kilometer noordoostelijk ervan ligt.
De kust bij Tarifa is de populairste bestemming in Europa voor windsurfers en kiteboarders. Op een normale zomerdag kun je honderden kiteboarders op het water zien. De constante wind van de Atlantische Oceaan en de geweldige golven maken dit tot een van de beste kiteboard-plekken op het Europese continent. Het is ook de plaats waar vele kiteboard-wereldkampioenen wonen, en na 'het werk' samenkomen om te relaxen.

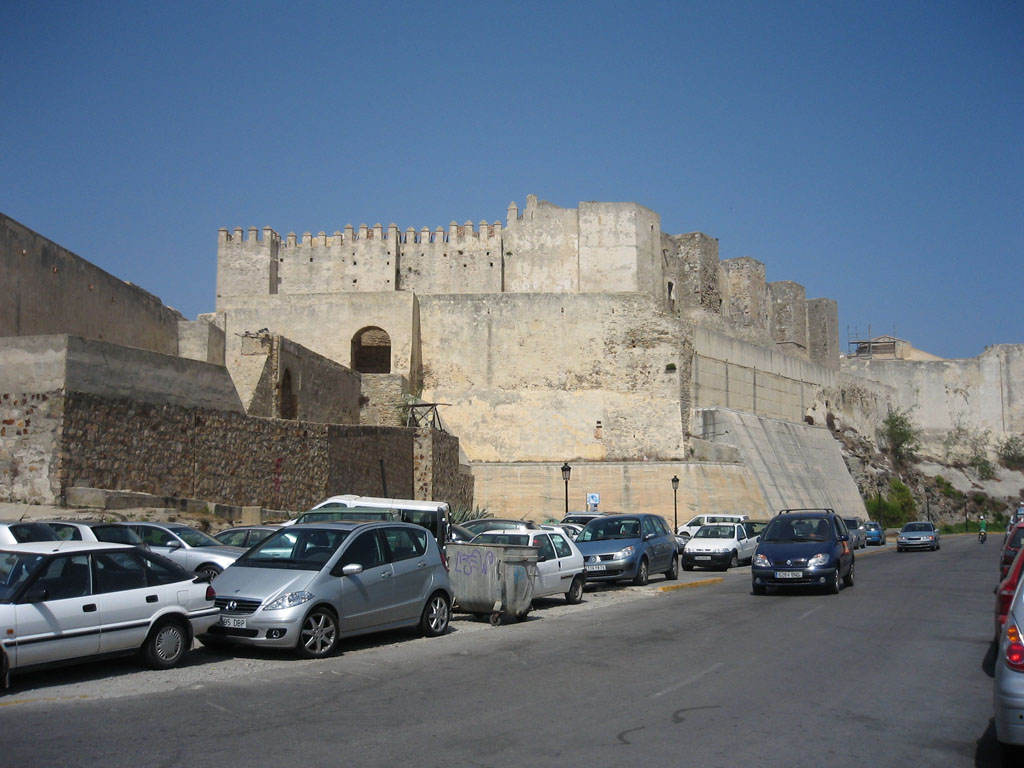
Kasteel van Tarifa

Tarifa is een zeer geschikte plaats voor de observatie van vogeltrek, zoals die van roofvogels en ooievaars die de Straat van Gibraltar oversteken, in de lente en vooral in de herfst. Ook zeer populair is het spotten van walvissen en dolfijnen.
Zoals de naam Costa de la Luz (Spaans voor 'kust van het licht') suggereert, kent Tarifa gemiddeld zeer veel zonuren per jaar.
Dicht bij de haven van Tarifa is een goed bewaard gebleven kasteel, het Castillo de Guzman. Het woord tarief zou zijn afgeleid van de naam Tarifa, omdat dit de eerste haven was die voor het aanmeren liet betalen.

## Demografische ontwikkeling
Bron: INE; 1857-2011: volkstellingen

## Geboren
- Luis Fernández (1959), Frans voetballer en voetbalcoach